# إل جي أوبتيموس L5 II
إل جي أوبتيموس L5 II (بالإنجليزية: LG Optimus L5 II)‏ هو هاتف ذكي من مجموعة إل جي يعمل بنظام أندرويد تم الكشف عنه في فبراير 2013، تم طرحه في الأسواق في أبريل 2013.

## الخصائص
- نظام التشغيل: أندرويد
- الكاميرا الأمامية: لا يوجد
- الكاميرا الخلفية: 5.0 ميجابكسل
- الوزن: 103.3 غرام
- المعالج: 1 جيجا هرتز
- الذاكرة: 512 ميجابايت
- التخزين: 4 جيجابايت